# لاندون كارتر هاينز
لاندون كارتر هاينز هو صحفي وسياسي أمريكي، ولد في 2 ديسمبر 1816 في إليزابيثون في الولايات المتحدة، وتوفي في 17 فبراير 1875 في ممفيس في الولايات المتحدة. نشط حزبياً في الحزب الديمقراطي. وقد انتخب عضو مجلس ولاية تينيسي ‏.